# Storm Muay Thai Brasil
O STORM Muay Thai Brasil, ou simplesmente STORM Muay Thai é o maior e mais famoso evento de Muay Thai do Brasil.
O evento é conhecido também por programar lutas de kickboxing para grandes atletas do MMA, como Wanderlei Silva, Anderson Silva, e Maurício Shogun.
Em 2004, com o crescimento do MMA no Brasil, o evento passou a se chamar STORM Samurai. Porém, em 2006, o STORM Muay Thai voltou a ativa, ou seja, somente com lutas de Muay Thai.